# 445 Edna
445 Edna este o mare centură principală de asteroizi. A fost descoperită de către E. F. Coddington pe 2 octombrie 1899 pe muntele Hamilton, California. A fost cea de-a treia și ultima sa descoperire a unui asteroid.